# Zsanett Jakabfi
Zsanett Jakabfi (født 18. februar 1990 i Lengyeltóti) er en ungarnsk fodboldspiller, der spiller for VfL Wolfsburg i Tysklands Frauen Bundesliga. Hun har tidligere spillet for MTK Hungária i Ungarns øverste fodboldrække for kvinder, Női NB I. Jakabfi har spillet for Ungarns landshold siden 2007.

## Hæder

### MTK Hungária
- Női NB I: Vinder 2005

### VfL Wolfsburg
- Bundesliga: Vinder 2012–13,  2013–14, 2016–17
- UEFA Women's Champions League: Vinder 2012–13, 2013–14
- DFB-Pokal: Vinder 2012–13, 2014–15, 2015–16, 2016–17

### Individuel
- Topscorer ved UEFA Women's Champions League 2016-17 med seks mål (sammen med Vivianne Miedema)

## Ekster henvisninger
- Zsanett Jakabfis spillerprofil hos UEFA (engelsk)
- Zsanett Jakabfis profil hos Tysklands fodboldforbund (tysk)
- Zsanett Jakabfis profil på WorldFootball.net (engelsk)
- Zsanett Jakabfis spillerprofil på Soccerdonna.de (tysk)
- Zsanett Jakabfis profil hos FootballDatabase.eu (engelsk)
- Zsanett Jakabfis spillerprofil på Soccerway (engelsk)